# 光華寮
35°1′45.49″N 135°47′13.11″E / 35.0293028°N 135.7869750°E
光華寮曾位於日本京都府京都市左京区北白川西町的建築物，是供就讀於京都大學的留學生所住的宿舍，佔地1,000平方公尺，為地上5層、地下1層之建築。1931年落成，1960年中華民國政府完成產權過戶，1967年中華民國政府與中華人民共和國籍留學生為了此宿舍的產權在日本對簿公堂，2007年日本最高法院判決以日本政府不承認中華民國的法理存在而認定中華民國政府不具有訴訟權，案件發回京都地方法院重新審理；2023年4月管理建物的京都華僑總會(中方)終於應日本地方政府要求拆除年久失修的光華寮。

## 簡史

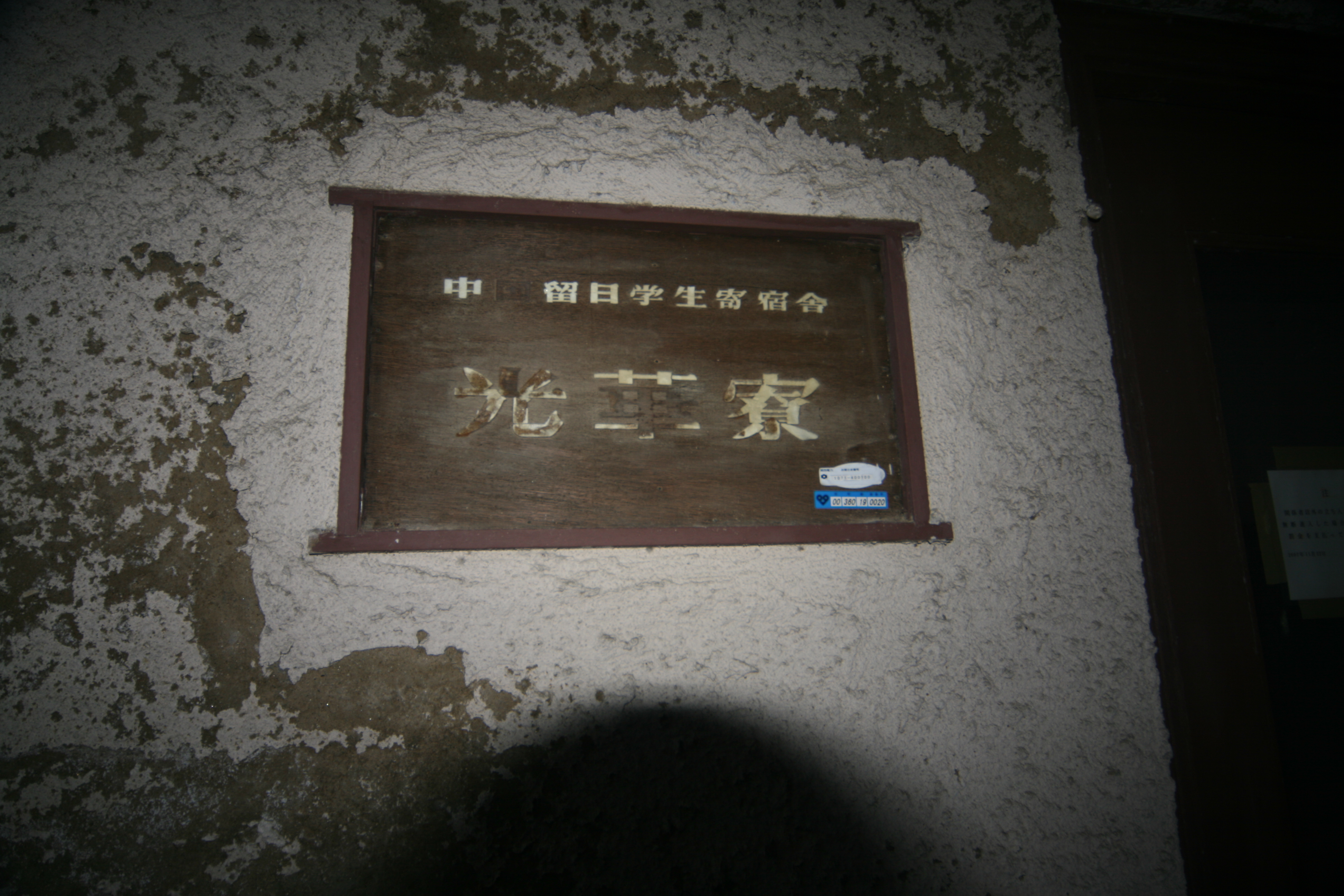
光華寮銜牌

光華寮自1945年起由中華民國政府向京都大學租用，以供中國留學生居住。1950年由中華民國政府買下，並於1952年與屋主簽定買賣合約，1961年起登記成為中華民國國有財產，由國有財產局管理。
在1972年中華人民共和國與日本建交之後，光華寮由中華人民共和國駐大阪總領事館委託京都華僑總會代為管理。2014年6月時，由於建築物老舊有安全風險，已無人居住並圍起圍籬，建築物周圍居民為此感到不安，擔心強震發生會導致建物傾倒。2018年1月，京都市政府派遣技術人員進入光華寮內部進行調查，發現多處混凝土剝落、鋼骨結構裸露。但京都市町再生創造推進室表示，因所有權官司尚無結果，沒有可輔導改善的對象，且牽涉到外交問題，會再慎重思考後續處理方式。
在京都市政府對目前管理光華寮的京都華僑總會多次給予行政指導以排除危險後，總會方終於做出了回應。建物於2023年4月21日開始進行危險拆除工程。

## 所有權訴訟歷程[1]
- 1931年，光華寮由民間業者洛東公寓（洛東アパート）興建，興建時就設計用作學生宿舍。
- 二戰後期，京都帝國大學委日本大東亞省管理，供汪精衛政府所派赴日本之留學生住宿之用。
- 戰後，日政府撤銷大東亞省，京都大學經費亦無著落，遂將該屋交還原屋主藤居庄次郎。
- 1950年5月27日，因留學生支付不起房租，屋主將該屋與土地以250萬日元售予中華民國駐日代表團。
- 1952年11月8日，中華民國駐日本大使館與屋主協議過戶，該屋主又覺售價過低，欲毀約。大使館另加出50萬日圓完成協議，但於二次付款簽約時，屋主又企圖毀約，隨後屋主過世。
- 1953年，中華民國政府控訴該屋繼承人。
- 1960年，中華民國政府勝訴。
- 1961年6月8日，完成過戶手續，確定產權歸屬為中華民國政府。
- 1965年5、6月間，中國大陸留學生王炳寰等8人組織 「光華寮自治委員會」，不接受所有權人中華民國之監督與管理。
- 1966年，中華民國委旅日華僑張有忠律師，以存證信函要求該8人遷出未果。
- 1967年，時任中華民國駐日大使陳之邁向京都地方法院訴訟要求王炳寰等8人遷出宿舍。
- 1977年9月16日，京都地方法院判決原告（中華民國政府）敗訴，確認光華寮屬中華人民共和國政府財產。
- 1977年10月，原告不服判決，上訴至大阪高等法院。
- 1982年4月14日，大阪高等法院撤消原判決，發回京都地方法院重審。
- 1986年2月4日，京都地方法院改判光華寮為中華民國所有。王炳寰等人再度上訴大阪高等法院。
- 1987年2月26日，大阪高等法院維持原判。
- 1987年5月30日，王炳寰等人向日本最高法院提出上訴。
- 2007年1月22日，日本最高法院通知兩國對於此案表達立場。
- 2007年3月27日，日本最高法院撤消原判決，發回京都地方法院重審。日本最高法院27日下午就光華寮訴訟案作出判決，依據日中共同聲明，認定中華民國政府在光華寮問題上不具有訴訟權。[7]

## 爭議

### 中華民國方面說法
中華民國政府表示，在1967年時，中國大陸的留學生與台灣的留學生起衝突，並且強佔了宿舍。而在日本與中華人民共和國建交前即已取得此建築的產權，且此建築並非外交財產，並不因日本與中華民國斷交而需移轉予中華人民共和國。中華民國政府一直有效治理台灣，而中華人民共和國從未統治過台灣，且於一審及二審方面皆勝訴，證明中華民國仍可以當事者身分進行訴訟。

### 中華人民共和國方面說法
中華人民共和國宣稱二次大戰後，該宿舍一直由中國留學生管理，且有投入經費維護，台灣並未參與。
1972年與日本恢復國交後，兩國的《日中共同聲明》提到日本理解並尊重台灣是中國的一部分。外务省在同年国会答辩时，曾明确表示日本“在法律上不持可以说‘中华民国’存在的立场”。中方由此认为，中华民国原有在海外的資產需移轉予中華人民共和國。日本不應承認中華民國政府可做為當事者身分進行訴訟。

## 類似事件建物

### 美國雙橡園（原大使館官邸）
中華人民共和國與美國建交，同時中華民國與美國斷交後，中華人民共和國政府向美國政府請求把當時的中華民國在美國的大使官邸「雙橡園」過渡，不過中華民國政府以十美元象徵性出售給自由中國之友協會，之後再購回，事件才告段落。

### 首爾明洞駐韓國大使館
1992年大韓民國與中華人民共和國建交後，應中華人民共和國政府的請求，韓國政府直接將位於漢城（今首爾）明洞的中華民國駐韓大使館館舍，逕自交給中華人民共和國外交部使用。

## 外部連結
- 2007年日本最高法院判決文
- Panoramio 光華寮外觀照片